# Râul Cămârzanu
Râul Câmârzanu este un curs de apă, afluent al Râușorului. 